# Brooks Brothers
Brooks Brothers är ett klassiskt amerikanskt märke inom herrkonfektion, startat av Henry Sands Brooks. Den första butiken öppnades under namnet H. & D.H. Brooks & Co. den 7 april år 1818 i New York. Brooks Brothers började 1896, som första tillverkare, tillverka skjortor med buttondown-krage. Inspirationen kom från hästpolospelare som brukade fästa ner sina kragsnibbar med nålar, för att de inte skulle fladdra i vinden.
Brooks Brothers använder The Golden Fleece, ett får hängande i ett band, som märke.

## Kuriosa
Rocken som Abraham Lincoln bar vid sin död var skräddarsydd av Brooks Brothers.